# Jack Ruby
Jack Leon Rubenstein (19 tháng 3 năm 1911 – 3 tháng 1 năm 1967) là một người Mỹ, có nguồn gốc từ Chicago, Illinois, sống ở Dallas, Texas, nơi ông sở hữu một hộp đêm. Vào ngày 24 tháng 11 năm 1963, ông đã bắn chết Lee Harvey Oswald trong khi ông này đang bị cảnh sát bắt giữ sau khi bị buộc tội ám sát Tổng thống Hoa Kỳ John F. Kennedy hai ngày trước đó. Một bồi thẩm đoàn ở Dallas kết luận ông có tội khi giết Oswald, và Ruby đã bị kết án tử hình. Bản án của Ruby đã bị kháng cáo và ông đã được chuyển qua một phiên xử mới. Tuy nhiên, vào ngày 3 tháng 1 năm 1967, vào ngày tòa xử phúc thẩm, Ruby bị bệnh trong nhà tù và chết vì tắc nghẽn phổi do ung thư phổi.